# Milla
Milla je novi biljni rod trajnica, lukovičastih geofita u porodici šparogovki (Asparagaceae) i redu šparogolike (Asparagales), dio je potporodice Brodiaeoideae. Raširen je uglavnom po Meksiku, a tipična vrsta M. biflora od Gvatemale i Hondurasa preko Meksika do Arizone i Novog Meksika.
Rod je opisan 1793. s tipičnom vrstom M. biflora. Do 2023. pripadalo mu je 10 vrsta, kada je u njega uključeno još 6 novih vrsta.

## Vrste
1. Milla biflora Cav.
2. Milla bryanii I. M. Johnst.
3. Milla delicata H. E. Moore
4. Milla filifolia T. M. Howard
5. Milla geocalida J. Gut.
6. Milla guaxoapana J. Gut.
7. Milla luishernandezii J. Gut.
8. Milla magnifica H. E. Moore
9. Milla mexicana T. M. Howard
10. Milla oaxacana Ravenna
11. Milla peninsularis J. Gut.
12. Milla potosina T. M. Howard
13. Milla rosea H. E. Moore
14. Milla solanoi J. Gut.
15. Milla valliflora J. E. Gut. & E. Solano
16. Milla zacatecoensis J. Gut.